# Ettore Venturelli
Ettore Venturelli (Castelnuovo Rangone, 28 gennaio 1940 – Castelnuovo Rangone, 12 gennaio 2014) è stato un calciatore italiano, di ruolo centrocampista.

## Carriera
Cresciuto nel Modena, dove conta 7 presenze con 1 gol in Serie B nella stagione 1961-62, nel 1963 disputa un anno in Serie D con il Carpi e l'anno successivo torna a Modena dove torna a disputare la Serie B giocando due stagioni e totalizzando 47 presenze e 2 reti.
Nel 1966 passa al Potenza dove gioca altri due campionati di Serie B per un totale di 61 presenze e due di Serie C fino al 1970.

## Palmarès

### Club

#### Competizioni nazionali
- Serie C: 1

Modena: 1960-1961
- Serie D: 1

Carpi: 1963-1964